# Silbajaure
Silbajaure (aktuell stavning Silbbajávrrie) är en sjö i Arjeplogs kommun i Lappland och ingår i Ranas huvudavrinningsområde. Sjön har en area på 0,84 kvadratkilometer och ligger 864 meter över havet. Sjön avvattnas av vattendraget Sölvbekken. Silbbajávrrie ligger nedanför den övergivna gruvan på Nasafjället och vattnet är förmodligen påverkat av läckage av tungmetaller från gruvområdet.

## Delavrinningsområde
Silbajaure ingår i det delavrinningsområde (737270-148273) som SMHI kallar för Mynnar i Norge. Medelhöjden är 940 meter över havet och ytan är 15,4 kvadratkilometer. Det finns inga avrinningsområden uppströms utan avrinningsområdet är högsta punkten. Sölvbekken som avvattnar avrinningsområdet har biflödesordning 2, vilket innebär att vattnet flödar genom totalt 2 vattendrag innan det når havet efter 4,6 kilometer. Avrinningsområdet består mestadels av öppen mark (21 procent) och kalfjäll (73 procent). Avrinningsområdet har 0,84 kvadratkilometer vattenytor vilket ger det en sjöprocent på 5,4 procent.